# Kabinet-De Gasperi III
De derde regering onder premier Alcide De Gasperi, De Gasperi III, was in functie van 2 februari tot 31 mei 1947, 119 dagen. De regering bestond uit de partijen DC (christendemocraten), PCI (communisten) en PSI (socialisten).

## Kabinet–De Gasperi III (1947)
| Ambtsbekleder             | Ambtsbekleder     | Ambtsbekleder                 | Functie                              | Ambtstermijn     | Ambtstermijn     | Partij |
| ------------------------- | ----------------- | ----------------------------- | ------------------------------------ | ---------------- | ---------------- | ------ |
|                           | Alcide De Gasperi | Alcide De Gasperi (1881–1954) | Premier                              | 10 december 1945 | 17 augustus 1953 | DC     |
|                           | Mario Scelba      | Mario Scelba (1901–1991)      | Minister van Binnenlandse Zaken      | 2 februari 1947  | 15 juli 1953     | DC     |
|                           | Carlo Sforza      | Carlo Sforza (1872–1952)      | Minister van Buitenlandse Zaken      | 2 februari 1947  | 20 juli 1951     | O      |
|                           | Paolo Cappa       | Paolo Cappa (1888–1956)       | Secretaris- generaal                 | 14 juli 1946     | 31 mei 1947      | DC     |
|                           | Pietro Campilli   | Pietro Campilli (1891–1974)   | Minister van Financiën               | 2 februari 1947  | 31 mei 1947      | DC     |
| Minister van de Schatkist | Pietro Campilli   | Pietro Campilli (1891–1974)   |                                      | 2 februari 1947  | 31 mei 1947      | DC     |
|                           | Fausto Gullo      | Fausto Gullo (1887–1974)      | Minister van Justitie                | 14 juli 1946     | 31 mei 1947      | PCI    |
|                           | Rodolfo Morandi   | Rodolfo Morandi (1903–1955)   | Minister van Economische Zaken       | 14 juli 1946     | 31 mei 1947      | PSI    |
|                           | Luigi Gasparotto  | Luigi Gasparotto (1873–1954)  | Minister van Defensie                | 2 februari 1947  | 31 mei 1947      | PSDI   |
|                           | Giuseppe Romita   | Giuseppe Romita (1887–1958)   | Minister van Arbeid en Sociale Zaken | 2 februari 1947  | 31 mei 1947      | PSI    |
|                           | Guido Gonella     | Guido Gonella (1905–1982)     | Minister van Onderwijs               | 14 juli 1946     | 25 juli 1951     | DC     |
|                           | Giacomo Ferrari   | Giacomo Ferrari (1887–1974)   | Minister van Transport               | 14 juli 1946     | 31 mei 1947      | PCI    |
|                           | Emilio Sereni     | Emilio Sereni (1907–1977)     | Minister van Infrastructuur          | 2 februari 1947  | 31 mei 1947      | PCI    |
|                           | Antonio Segni     | Antonio Segni (1891–1972)     | Minister van Landbouw                | 14 juli 1946     | 25 juli 1951     | DC     |
|                           | Luigi Cacciatore  | Luigi Cacciatore (1900–1951)  | Minister van Communicatie            | 2 februari 1947  | 31 mei 1947      | PSI    |
|                           | Ezio Vanoni       | Ezio Vanoni (1903–1956)       | Minister voor Buitenlandse Handel    | 2 februari 1947  | 31 mei 1947      | DC     |
|                           | Salvatore Aldisio | Salvatore Aldisio (1890–1964) | Minister voor de Koopvaardij         | 14 juli 1946     | 31 mei 1947      | DC     |

De Gasperi II · De Gasperi III · De Gasperi IV · De Gasperi V · De Gasperi VI · De Gasperi VII · De Gasperi VIII · Pella · Fanfani I · Scelba · Segni I · Zoli · Fanfani II · Segni II · Tambroni · Fanfani III · Fanfani IV · Leone I · Moro I · Moro II · Moro III · Leone II · Rumor I · Rumor II · Rumor III · Colombo · Andreotti I · Andreotti II · Rumor IV · Rumor V · Moro IV · Moro V · Andreotti III · Andreotti IV · Andreotti V · Cossiga I · Cossiga II · Forlani · Spadolini I · Spadolini II · Fanfani V · Craxi I · Craxi II · Fanfani VI · Goria · De Mita · Andreotti VI · Andreotti VII · Amato I · Ciampi · Berlusconi I · Dini · Prodi I · D'Alema I · D'Alema II · Amato II · Berlusconi II · Berlusconi III · Prodi II · Berlusconi IV · Monti · Letta · Renzi · Gentiloni · Conte I · Conte II · Draghi · Meloni